# Bayarque (kommun)
Bayarque är en kommun i Spanien.   Den ligger i provinsen Provincia de Almería och regionen Andalusien, i den södra delen av landet, 400 km söder om huvudstaden Madrid. Antalet invånare är 224. Arean är 27,0 kvadratkilometer. Bayarque gränsar till Bacarés, Serón, Tíjola, Armuña de Almanzora och Sierro. 
Terrängen i Bayarque är lite bergig.